# Camembert (miejscowość)
Camembert – miejscowość i gmina we Francji, w regionie Normandia, w departamencie Orne, znana głównie jako ojczyzna sera camembert.
Według danych na rok 1990 gminę zamieszkiwały 184 osoby, a gęstość zaludnienia wynosiła 18 osób/km² (wśród 1815 gmin Dolnej Normandii Camembert plasuje się na 702. miejscu pod względem liczby ludności, natomiast pod względem powierzchni na miejscu 492.).